# Сан-Лупо
Сан-Лупо (італ. San Lupo) — муніципалітет в Італії, у регіоні Кампанія, провінція Беневенто.
Сан-Лупо розташований на відстані близько 195 км на схід від Рима, 60 км на північний схід від Неаполя, 20 км на північний захід від Беневенто.
Населення — 820 осіб (2014).
Щорічний фестиваль відбувається 29 липня. Покровитель — San Lupo di Troyes.

## Демографія
Населення за роками:

Станом на 1 січня 2023 року в муніципалітеті офіційно проживало 15 іноземців з 7 країн, серед них 5 громадян країн Євросоюзу та 4 громадяни України.

## Сусідні муніципалітети
- Казальдуні
- Черрето-Санніта
- Гуардія-Санфрамонді
- Понте
- Понтеландольфо
- Сан-Лоренцо-Маджоре